# 302 Dywizja Piechoty (III Rzesza)
302 Dywizja Piechoty (niem. 302. Infanterie-Division) – niemiecka dywizja z czasów II wojny światowej, uczestniczyła w walkach na froncie zachodnim oraz przeciw Armii Czerwonej. 

## Historia
Sformowana w Greifswaldzie na mocy rozkazu z 12 listopada 1940, w 13. fali mobilizacyjnej w II Okręgu Wojskowym. Przez pierwsze trzy lata dywizja pełniła rolę  okupacyjną we Francji i służbę garnizonową w III Rzeszy. W sierpniu 1942 walczyła z desantem w Dieppe, dzięki czemu uzyskała przydomek Dywizja Dieppe. W styczniu 1943 została skierowana na tereytorium Związku Radzieckiego, do walki przeciw Armii Czerwonej. Brała udział w bitwie o Charków i podczas odwrotu do Dniepru (styczeń-luty 1944). Następnie walczyła na terytorium Rumunii. Wchodząc w skład 6 Armii, 25 sierpnia 1944 została otoczona a następnie zniszczona. Niedobitkami zasilono 15 DP i 76 DP.

## Dowódcy dywizji
- gen. por. Konrad Haase 15 11 1940 – 26 11 1942;
- gen. por. Otto Elfeldt 26 11 1942 – 12 11 1943;
- gen. por.  Karl Rüdiger 12 11 1943 – 25 01 1944;
- gen. por. Erich von Bogen 25 01 1944 - 07 1944;
- płk Willi Fischer 07 1944 – 08 1944[2].

## Struktura organizacyjna
Stan w listopadzie 1940:
- 570., 571. i 572. pułk piechoty, 302. pułk artylerii, 302. batalion pionierów, 302. oddział przeciwpancerny, 302. oddział łączności;

Stan w marcu 1944:
- 570., 571. 572. pułk grenadierów, 302. pułk artylerii, 302. batalion pionierów, 302. batalion fizylierów, 302. oddział przeciwpancerny, 302. oddział łączności, 302. polowy batalion zapasowy;